# Lázaro Cárdenas, Huixtán
Lázaro Cárdenas är en ort i Mexiko.   Den ligger i kommunen Huixtán och delstaten Chiapas, i den sydöstra delen av landet, 800 km öster om huvudstaden Mexico City. Lázaro Cárdenas ligger 2 298 meter över havet och antalet invånare är 1 177.
Terrängen runt Lázaro Cárdenas är huvudsakligen kuperad, men åt sydost är den platt. Runt Lázaro Cárdenas är det ganska tätbefolkat, med 90 invånare per kvadratkilometer. Närmaste större samhälle är San Cristóbal de las Casas, 17,3 km väster om Lázaro Cárdenas. I omgivningarna runt Lázaro Cárdenas växer huvudsakligen savannskog.